# Giải vô địch bóng đá thế giới các câu lạc bộ tương lai (Trung Quốc)
Giải vô địch bóng đá thế giới các câu lạc bộ tương lai tại Trung Quốc dự kiến sẽ là 1 phiên bản sắp tới của Giải vô địch bóng đá thế giới các câu lạc bộ, và là giải đấu đầu tiên của định dạng mở rộng, được tổ chức bởi FIFA dành cho 24 câu lạc bộ xuất sắc nhất đến từ 6 liên đoàn châu lục. Giải đấu dự kiến được tổ chức tại Trung Quốc từ tháng 6 đến tháng 7 năm 2021, thay thế Cúp Liên đoàn các châu lục từ năm đó trở đi.
Kể từ mùa giải này, thể thức của giải đấu được thay đổi triệt để. Giải đấu được tổ chức 4 năm một lần vào mùa hè, thay vì mỗi năm vào tháng 11 như trước. Giải đấu cũng được mở rộng từ 7 đội lên 24 đội, và chuyển từ thể thức loại trực tiếp sang thi đấu theo bảng. Giải đấu này không diễn ra như ban đầu là ngày 17 tháng 6 đến 4 tháng 7 năm 2021. Tuy nhiên, FIFA hoãn giải đấu có thể đến năm 2022 hoặc 2023, do 2 giải đấu UEFA Euro 2020 và Copa America 2020 phải dời lịch thi đấu do đại dịch COVID-19

## Nền tảng
Từ cuối năm 2016, Chủ tịch FIFA Gianni Infantino đã đề nghị mở rộng giải vô địch bóng đá thế giới các câu lạc bộ thành 32 đội bắt đầu vào năm 2019 và diễn ra vào mùa hè để giải đấu hấp dẫn hơn và cân bằng trình độ các đội tham gia, nhằm thu hút các nhà tài trợ cũng như tăng bản quyền truyền hình. Vào cuối năm 2017, FIFA đã thảo luận các đề xuất tổ chức Super Club World Cup để mở rộng cuộc thi tới 24 đội và diễn ra bốn năm một lần vào năm 2021, thay thế cho FIFA Confederations Cup.
Ngày 15 tháng 3 năm 2019, định dạng và lịch thi đấu mới của giải đấu đã được thông qua tại cuộc họp của Hội đồng FIFA tại Miami, Florida, Hoa Kỳ. Vì theo lịch thi đấu quốc tế FIFA, khoảng thời gian từ ngày 31 tháng 5 đến ngày 8 tháng 6 năm 2021 sẽ dành cho vòng loại FIFA World Cup 2022 và Chung kết UEFA Nations League 2021, giải đấu sẽ diễn ra từ ngày 17 tháng 6 đến ngày 4 tháng 7, thay thế cho FIFA Confederations Cup 2021. Cúp bóng đá châu Phi năm 2021 và Cúp vàng CONCACAF 2021 sau đó sẽ được phân bố thời gian thi đấu từ ngày 5 đến ngày 31 tháng 7 năm 2021 trong Lịch thi đấu quốc tế FIFA.

## Lựa chọn chủ nhà
Đối với phiên bản đầu tiên của định dạng mở rộng, FIFA đã thông báo vào ngày 3 tháng 6 năm 2019 rằng họ sẽ phân tích và chủ động tiếp cận các chủ nhà tiềm năng, với quyết định cuối cùng được đưa ra bởi Hội đồng FIFA tại cuộc họp ở Thượng Hải, Trung Quốc vào ngày 23 và 24 Tháng 10 năm 2019. Cuối cùng, Trung Quốc đã được chỉ định làm nước chủ nhà của kỳ FIFA Club World Cup 2021.

## Đại dịch COVID-19 và việc hoãn lại
Vào tháng 3 năm 2020, cả UEFA Euro 2020 và Copa America 2020 bị đẩy lùi sang năm 2021 do đại dịch COVID-19. Vì ngày tổ chức giải đấu mới trùng với Club World Cup đã lên kế hoạch,  FIFA Club World Cup được cải tiến sẽ dời lại sau này vào năm 2021, 2022 hoặc 2023. Vào ngày 4 tháng 12 năm 2020, FIFA thông báo rằng Club World Cup sẽ được tổ chức vào cuối năm 2021 do Nhật Bản đăng cai, và sẽ sử dụng thể thức 7 đội trước đó. Sau cuộc họp, chủ tịch FIFA Gianni Infantino nói rằng Club World Cup mở rộng ở Trung Quốc "vẫn đang năm trong nghị sự, chúng tôi chỉ chưa quyết định khi nào nó sẽ diễn ra".

## Địa điểm
Ngày 28 tháng 12 năm 2019, Liên đoàn bóng đá Trung Quốc đã công bố 8 thành phố tổ chức giải đấu.
| Đại Liên   | Quảng Châu | Đại LiênQuảng ChâuHàng ChâuTế NamThượng HảiThẩm DươngVũ HánThiên Tân | Đại LiênQuảng ChâuHàng ChâuTế NamThượng HảiThẩm DươngVũ HánThiên Tân | Hàng Châu | Tế Nam    |
|            |            | Đại LiênQuảng ChâuHàng ChâuTế NamThượng HảiThẩm DươngVũ HánThiên Tân | Đại LiênQuảng ChâuHàng ChâuTế NamThượng HảiThẩm DươngVũ HánThiên Tân |           |           |
| Sức chứa:  | Sức chứa:  | Đại LiênQuảng ChâuHàng ChâuTế NamThượng HảiThẩm DươngVũ HánThiên Tân | Đại LiênQuảng ChâuHàng ChâuTế NamThượng HảiThẩm DươngVũ HánThiên Tân | Sức chứa: | Sức chứa: |
|            |            | Đại LiênQuảng ChâuHàng ChâuTế NamThượng HảiThẩm DươngVũ HánThiên Tân | Đại LiênQuảng ChâuHàng ChâuTế NamThượng HảiThẩm DươngVũ HánThiên Tân |           |           |
| Thẩm Dương | Thượng Hải | Đại LiênQuảng ChâuHàng ChâuTế NamThượng HảiThẩm DươngVũ HánThiên Tân | Đại LiênQuảng ChâuHàng ChâuTế NamThượng HảiThẩm DươngVũ HánThiên Tân | Vũ Hán    | Thiên Tân |
|            |            | Đại LiênQuảng ChâuHàng ChâuTế NamThượng HảiThẩm DươngVũ HánThiên Tân | Đại LiênQuảng ChâuHàng ChâuTế NamThượng HảiThẩm DươngVũ HánThiên Tân |           |           |
| Sức chứa:  | Sức chứa:  | Đại LiênQuảng ChâuHàng ChâuTế NamThượng HảiThẩm DươngVũ HánThiên Tân | Đại LiênQuảng ChâuHàng ChâuTế NamThượng HảiThẩm DươngVũ HánThiên Tân | Sức chứa: | Sức chứa: |
|            |            | Đại LiênQuảng ChâuHàng ChâuTế NamThượng HảiThẩm DươngVũ HánThiên Tân | Đại LiênQuảng ChâuHàng ChâuTế NamThượng HảiThẩm DươngVũ HánThiên Tân |           |           |

## Phân bổ suất tham dự
Số đội được phân bổ cho mỗi liên đoàn như sauː 8 đội đến từ UEFA, 6 đội đến từ CONMEBOL, mỗi liên đoàn CAF, CONCACAF có 3 đội, liên đoàn AFC có 2,5 đội (trừ chủ nhà), liên đoàn bóng đá chủ nhà (Trung Quốc) có 1 đội, riêng liên đoàn OFC chỉ có nửa suất. Các liên đoàn sẽ tự ra tiêu chí để lựa chọn các đội tham dự.
Ngày 21 tháng 11 năm 2019, CAF ra quyết định 3 suất dự FIFA Club World Cup 2021 sẽ là 3 đội có thành tích tốt nhất tại CAF Champions League 2020-2021.
Ngày 1 tháng 12 năm 2019, AFC ra quyết định 2.5 suất dự FIFA Club World Cup 2021 sẽ là 2 đội vô địch vùng Tây Á và Đông Á tại AFC Champions League 2020. Nửa suất còn lại sẽ được quyết định bằng trận play-off giữa 2 đội thua vòng bán kết của AFC Champions League 2020. Suất của Trung Quốc được xác định thông qua Giải bóng đá vô địch quốc gia Trung Quốc 2020, và nếu đội này đã tham dự FIFA Club World Cup 2021 qua suất của AFC, FIFA sẽ có quyết định sau.
Theo dự kiến của FIFA, 8 đội đến từ UEFA bao gồm 4 đội vô địch UEFA Champions League 4 mùa gần nhất, cộng thêm 4 đội có vị trí xếp hạng tốt nhất trên bảng xếp hạng hệ số các câu lạc bộ Châu Âu. Mỗi nước chỉ được phép có tối đa 2 đội tham dự, và nếu có đội vô địch UEFA Champions League nhiều lần thì suất tham dự dư sẽ dành cho các đội có xếp hạng tốt tiếp theo trên bảng xếp hạng câu lạc bộ UEFA. Tuy nhiên, UEFA vẫn chưa ra quyết định chính thức.
Danh sách các đội tham dự như sauː 

## Thể thức
Giải có một trận vòng loại diễn ra giữa đại diện của liên đoàn OFC và đội mạnh thứ 3 của liên đoàn AFC nhằm xác định đội cuối cùng giành vé tham dự vòng bảng.
Vòng bảng sẽ có 24 đội, được chia thành tám bảng, mỗi bảng ba đội. Tám đội nhất bảng sẽ lọt vào tứ kết, từ đây các đội sẽ thi đấu loại trực tiếp nhằm chọn ra nhà vô địch. Các trận loại trực tiếp sẽ diễn ra trong 90 phút, nếu tỉ số vẫn hòa sẽ đá luân lưu để phân thắng bại. Với thể thức này, mỗi đội sẽ thi đấu ít nhất 2 trận và nhiều nhất 5 trận.